# Doi Nang Non
Doi Nang Non (Thai: ดอยนางนอน; ook Berg van de Slapende Vrouw) is een langwerpige berg in de amphoe Mae Sai in Chiang Rai. De berg is 1276 meter hoog en herbergt talloze watervallen en grotten, waarvan de Tham Luang de bekendste is.